# Биртута
Биртута (на арабски: بئر توتة) е град в Северен Алжир, област Алжир, околия Биртута, община Биртута, административен център на едноименните околия Биртута и община Биртута.

## География
Разположен е на 44 метра надморска височина в равнината Митиджа, на 15 километра южно от центъра на столичния и областен град Алжир.
Градът има 13 647 жители, а населението на общината е 30 575 души (преброяване, 14 април 2008).